# Xu Wei

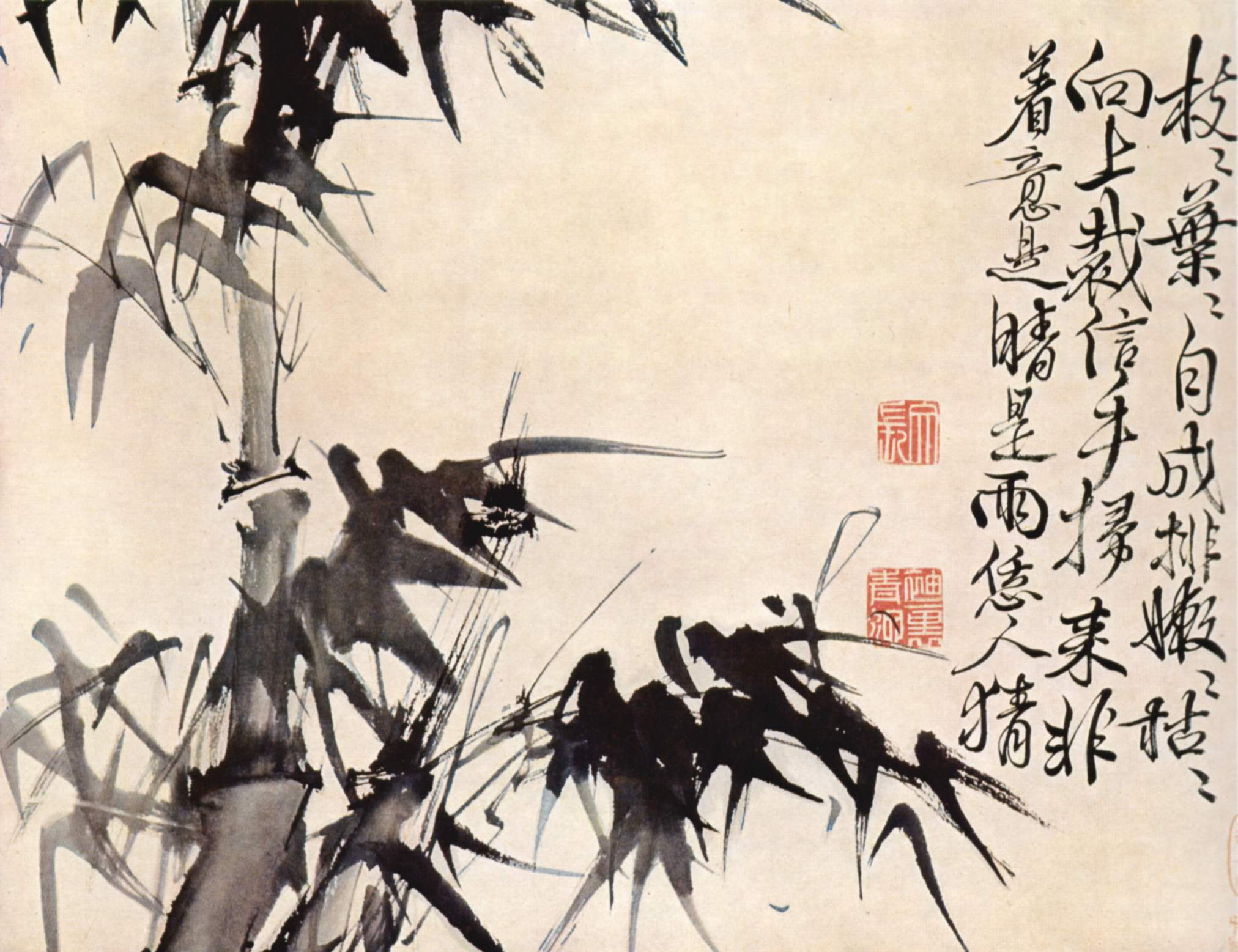
Bamboe (竹), gewassen inkt op papier, Freer Gallery of Art

Xu Wei (Chinees: 徐渭; 1521–1593) was een Chinees kunstschilder, dichter, kalligraaf en toneelschrijver ten tijde van de Ming-periode. Zijn omgangsnamen waren Wenqing (文 清) en later Wenchang (文 長). Hij had een groot aantal artistieke namen, waaronder Tianchi Shanren (天池 山人, 'De Bergman van de Hemelse Vijver'), Qingteng daoshi (青藤 道士, 'Taoïst van het Groene Wijnstokhuis') en Shǔtián shuǐ Yuè (署 田水月, 'Het Water en de Maan van het Veld van het Departement').
De werken van Xu Wei worden tegenwoordig gewaardeerd om hun gepassioneerde expressie. Tijdens zijn leven was Xu Wei echter weinig succesvol. Hij was mentaal verward en ondernam meerdere zelfmoordpogingen. Na de moord op zijn tweede vrouw bracht Xu zijn laatste jaren in armoede door.

## Biografie
Xu Wei werd in 1521 geboren in Shanyin, het huidige Shaoxing in Zhejiang. Hij werd door zijn alleenstaande moeder opgevoed, die stierf toen Xu 14 was. Op 20-jarige leeftijd haalde hij de onderste tongsheng-graad in het Chinees examenstelsel. Xu heeft acht pogingen gedaan om een hogere graad te halen, maar is hier nooit in geslaagd. Op zijn 21e trouwde hij met een vrouw met de bijnaam Pan (潘氏). Zij stierf vijf jaar later, en Xu hertrouwde met Zhang (張氏).

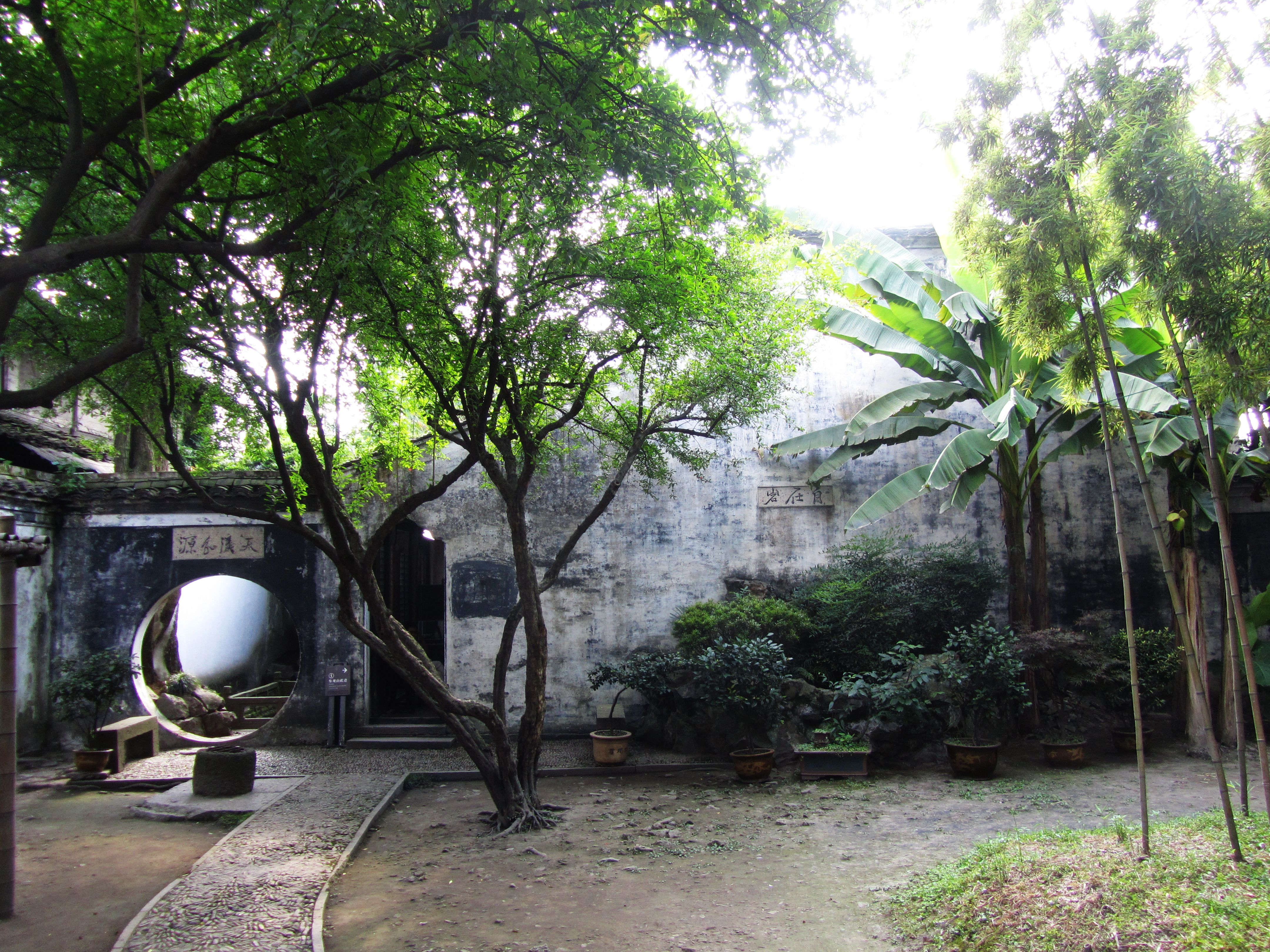
Xu's woning in Shaoxing is tegenwoordig opengesteld voor publiek.

Ondanks zijn lage civiele graad werd Xu Wei in dienst genomen van Generaal Hu Zongxian, die het oppercommando voerde over de Jiangsu-Zhejiang-Fujian-vloot in de strijd tegen de Japanse wakō-piraten. Toen Hu door de regering werd gearresteerd en zijn positie verloor, vreesde Xu dat hem een zelfde lot wachtte. Hij raakte mentaal verward; mogelijk kreeg hij een bipolaire stoornis. Xu deed negen zelfmoordpogingen, onder andere met een bijlslag op zijn schedel en door zijn oren te doorboren.
Xu's labiele toestand zette hem er toe aan zijn tweede vrouw Zhang te doden, daar hij ervan overtuigd was dat ze een buitenechtelijke affaire had. Xu, die op dat moment 46 was, werd gearresteerd en gevangengezet. Toen hij 53 was, wist zijn vriend Zhang Yuanbian (張元忭) van de Hanlin-academie hem weer vrij te krijgen. Xu bracht de rest van zijn leven door met schilderen, echter met weinig financieel succes. In 1593 stierf hij in armoede en werd hij begraven in de tuin van zijn woning in Shaoxing.

## Werken

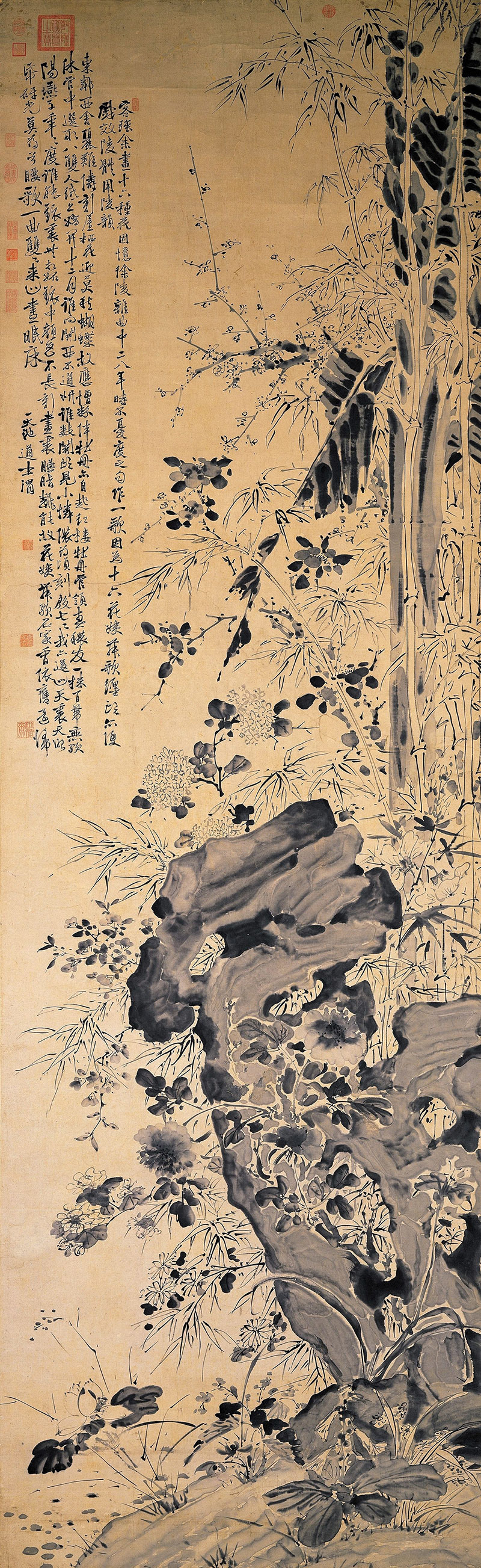
Bloemen en bamboe (花竹), gewassen inkt op papier, Tianjinmuseum

### Literair werk
Xu Wei schreef een aantal toneelstukken, waaronder De Heldin Mulan Gaat de Oorlog in in de Plaats van Haar Vader (雌木蘭 Ci Mulan), over het leven van Hua Mulan; De Geschiedenis van de Gekke Trommel (狂鼓史 Kuanggu Shi), over de misdaden van generaal Cao Cao en Een Zenmeester's Droom over het Land van Groene Jade (翠鄉夢 Cuixiang Meng), een Boeddhistisch verhaal. De positie van de vrouw was een veelgebruikt thema. Hierdoor wordt Xu door sommigen beschouwd als een van de eerste voorvechters voor de vrouwenrechten.
Xu was een bedreven kalligraaf, een kunstvorm die hij volgens sommige kunstcritici het best beheerste. Hij schreef een groot aantal gedichten, waarvan enkelen zijn schilderwerken sierden. Deze hadden een significante invloed op andere dichters, zoals Xu's tijdgenoot Hyan Hongdao. Tot laat in de 20e eeuw werden verzamelingen van Xu's gedichten herdrukt.

### Schilderkunst
Xu Wei is met name bekend om zijn expressieve schilderkunst. Hij schilderde vogel- en bloemschilderingen met traditionele motieven en was een bedreven bamboeschilder. Hij onderscheidde zich van zijn tijdgenoten door zijn "spetterende", schijnbaar nonchalante techniek. Deze schilderstijl beïnvloedde veel belangrijke kunstenaars, zoals Bada Shanren (ca. 1626—1705), de Acht Excentriekelingen van Yangzhou en moderne meesters als Ren Bonian (1840–1896), Wu Changshuo (1844–1927) en Qi Baishi (1864–1957). In een gedicht memoreerde Qi:

Hoezeer wens ik dat ik driehonderd jaar eerder was geboren, dan kon ik inkt malen en papier klaarmaken voor Groene Wijnrank.
恨不生三百年前，為青藤磨墨理紙

Volgens enkele kunstcritici schemert Xu's mentale verwarring duidelijk door in zijn expressieve schilderstijl. Richard M. Barnhardt, professor kunstgeschiedenis aan de Yale-universiteit, sprak over hem als een "gek en moordenaar, wiens boze, gepassioneerde werken hun emotionele intensiteit niet konden verbergen". Anderen beschouwen Xu Wei met zijn "inktspettertechniek" als een van de grondleggers van China's moderne schilderkunst.

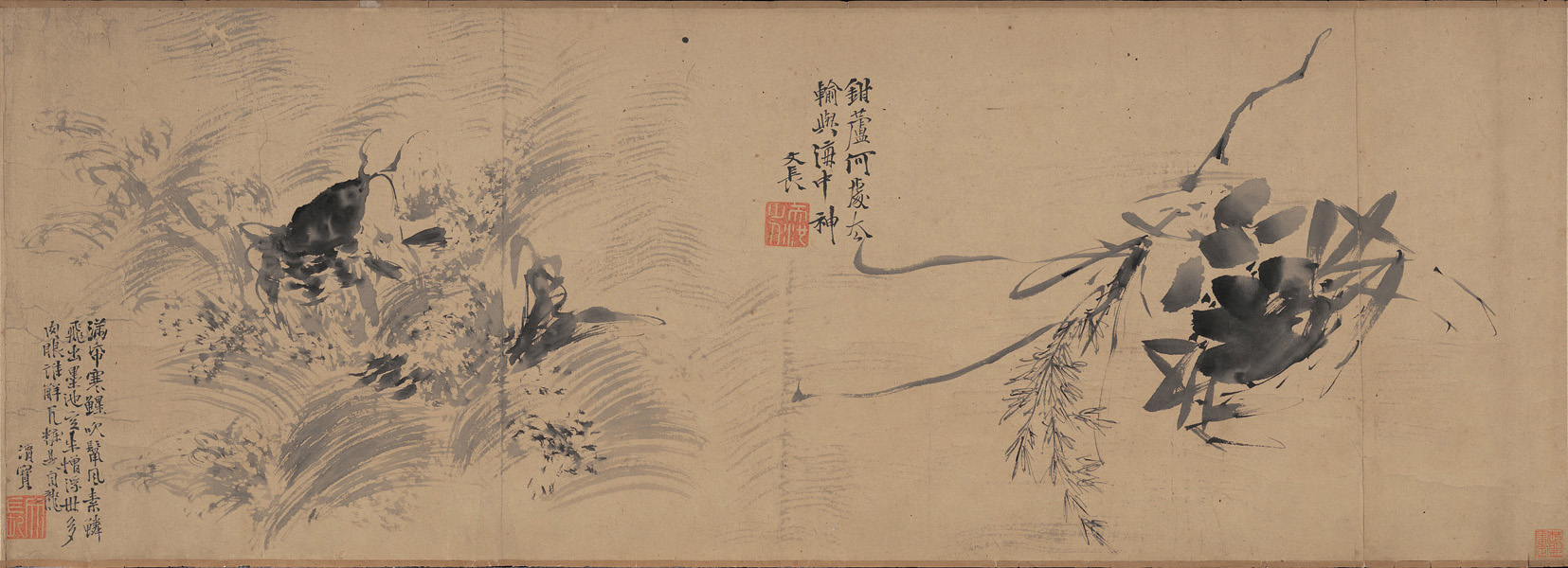
Vis en krab (魚蟹圖), gewassen inkt op papier, Tianjinmuseum

- Bibliothèque nationale de France: cb15844034b (data)
- CiNii: DA05951043
- Gemeinsame Normdatei: 124662773
- International Standard Name Identifier: 0000 0000 8393 1687
- KulturNav: d9f1b7e4-1319-4ba1-bd09-dc863e5f7625
- Library of Congress Control Number: n81117604
- Bibliotheek van het Japanse parlement: 00534279
- Nationale Bibliotheek van Tsjechië: jo2016918404
- Nationale bibliotheek van Australië: 36731213
- Nationale Bibliotheek van Israël: 987007458818405171
- Nederlandse Thesaurus van Auteursnamen: 140486798
- Système universitaire de documentation: 112088449
- Trove: 1439054
- Union List of Artist Names: 500328345
- Virtual International Authority File: 71728640
- WorldCat: E39PBJdWHpBRPbDFqjDYM4tBT3